# Arroyo Grande (Castilblanco)
 (juin 2025).
La mise en forme du texte ne suit pas les recommandations de Wikipédia : il faut le « wikifier ».
Les points d'amélioration suivants sont les cas les plus fréquents. Le détail des points à revoir est peut-être précisé sur la page de discussion.
- Les titres sont pré-formatés par le logiciel. Ils ne sont ni en capitales, ni en gras.
- Le texte ne doit pas être écrit en capitales (les noms de famille non plus), ni en gras, ni en italique, ni en « petit »…
- Le gras n'est utilisé que pour surligner le titre de l'article dans l'introduction, une seule fois.
- L'italique est rarement utilisé : mots en langue étrangère, titres d'œuvres, noms de bateaux, etc.
- Les citations ne sont pas en italique mais en corps de texte normal. Elles sont entourées par des guillemets français : « et ».
- Les listes à puces sont à éviter, des paragraphes rédigés étant largement préférés. Les tableaux sont à réserver à la présentation de données structurées (résultats, etc.).
- Les appels de note de bas de page (petits chiffres en exposant, introduits par l'outil «  Source ») sont à placer entre la fin de phrase et le point final[comme ça].
- Les liens internes (vers d'autres articles de Wikipédia) sont à choisir avec parcimonie. Créez des liens vers des articles approfondissant le sujet. Les termes génériques sans rapport avec le sujet sont à éviter, ainsi que les répétitions de liens vers un même terme.
- Les liens externes sont à placer uniquement dans une section « Liens externes », à la fin de l'article. Ces liens sont à choisir avec parcimonie suivant les règles définies. Si un lien sert de source à l'article, son insertion dans le texte est à faire par les notes de bas de page.
- La présentation des références doit suivre les conventions bibliographiques. Il est recommandé d'utiliser les modèles {{Ouvrage}}, {{Chapitre}}, {{Article}}, {{Lien web}} et/ou {{Bibliographie}}. Le mode d'édition visuel peut mettre en forme automatiquement les références.
- Insérer une infobox (cadre d'informations à droite) n'est pas obligatoire pour parachever la mise en page.

Pour une aide détaillée, merci de consulter Aide:Wikification.
Si vous pensez que ces points ont été résolus, vous pouvez retirer ce bandeau et améliorer la mise en forme d'un autre article.
L'Arroyo Grande est un affluent du Guadiana qui traverse les provinces espagnoles de Cáceres et Badajoz, avec une orientation nord-sud. Il naît dans la sierra de la Mimbrera, dans le territoire communal de Alía (Cáceres), et se jette dans la rive droite du Guadiana à environ quinze kilomètres en aval du barrage de Cíjara, à la hauteur du barrage de García de Sola dans le territoire communal de Castilblanco (Badajoz). Il fait 19 kilomètres de long, dont la plus grande partie dans la commune de Castilblanco.

## Hydronymie
Il n'existe pas de certitude absolue sur l'origine du nom de l'Arroyo Grande, mais il est probable qu'il soit dû au fait que ce ruisseau est le plus long et a le débit le plus important du territoire communal de Castilblanco, où passe la plus grande partie de son cours: environ 18 des 19 kilomètres. La première référence écrite conservée vient des Relations topographiques de Philippe II réalisées en 1576:

« [...] dans le Pâturage Bovin [il y a] un Grand Ruisseau où il y a une douzaine de moulins voisins de cette ville où l'on moud l'hiver. »

La référence à l'existence d'engins pour la mouture du blé dans l'Arroyo Grande semble corroborer l'hypothèse que celui-ci était déjà un ruisseau spécialement puissant au XVIe siècle, puisque l'existence de moulins n'est mentionnée que dans ce ruisseau et dans les deux rivières qui délimitaient le territoire communal: le Guadalupe et le Guadiana.[2]

## Cours

### Cours haut
L'Arroyo Grande naît dans la sierra de la Mimbrera, dans le territoire communal de Alía, à 595 m au-dessus du niveau de la mer. Avec une orientation nord-sud, il ne parcourt qu'un kilomètre environ sur le territoire de Alía avant d'entrer sur le territoire de Castilblanco. Le haut cours du ruisseau coule le long d'une vallée formée entre des rañas (formations sédimentaires de quartzite) comme celle des Dos Hermanas et Chanos.[3] Il est parallèle au parcours de la Cañada Real Leonesa Orientale (chemin de transhumance) et au chemin de Talavera de la Reina.

### Cours moyen
Après la zone de rañas, le ruisseau entre en terrain de penéplaine et dehesas et passe sous la route nationale N-502 à la hauteur du kilomètre 213. Celui-ci est le tronçon le plus proche du noyau de population de Castilblanco, qui n'est qu'à 700 mètres. Il croise les chemins de Anchuras, de la Raña des Loups, du Guadarranque et de Villarta de los Montes, avant de croiser à nouveau la route N-502 au kilomètre 219.

### Cours bas
Le cours bas du ruisseau passe entre la Dehesa Boyal et le pic de la Carrascosa (479 mètres), parallèlement au chemin du Vado de los Cántaros. Il aboutit dans la rive droite du Guadiana à quinze kilomètres en aval du barrage de Cíjara.

## Régime hydrologique
Par rapport à d'autres ruisseaux des environs, l'Arroyo Grande présente un débit important, bien que variable tout au long de l'année. En février on a enregistré dans la partie finale de son cours moyen un débit de 0,024 m³/s, qui se réduit à 0,016 m³/s en mai. Avec ces résultats, la Confédération Hydrographique du Guadiana qualifie le régime hydrologique de l'Arroyo Grande comme «très bon». Cependant, en été, le ruisseau sèche complètement.

## Écologie
D'après la Confédération Hydrographique du Guadiana, l'Arroyo Grande présente de très bons indicateurs physico-chimistes, tant en termes d'oxygénation que pour la présence de nutriments. Cependant, la variété biologique est réduite. La présence de diatomées et de macroinvertébrés révèle un bon diagnostic, mais l'indice d'intégrité biothique est très bas, ce qui conduit la Confédération à qualifier l'état écologique du ruisseau comme «mauvais».